# Zeche Stephansbank
Die Zeche Stephansbank ist ein ehemaliges Steinkohlenbergwerk im Wittener Stadtteil Stockum. Das Bergwerk war auch unter den Namen Zeche Stephanibank und Stephani-Erbstolln bekannt. Das Bergwerk befand sich östlich der heutigen Stockumer Straße südlich vom Neuweg.

## Bergwerksgeschichte
Im Jahr 1765 legte Stephan Caspar Schievelbusch eine Mutung auf ein Flöz ein, das sich südlich der Ortschaft befand. Am 6. Juli desselben Jahres wurde das Längenfeld Stephansbank verliehen. Im Anschluss daran ging das Bergwerk in Betrieb. Um an die Kohlenbank zu kommen, wurde der Stollen zunächst 200 Meter aufgefahren. Am 9. Februar des Jahres 1769 wurde die Erbstollengerechtigkeit verliehen. Stephan Caspar Schievelbusch ließ das Flöz Stephani abbauen. Im Jahr 1783 war das Bergwerk noch in Betrieb. Bis zu diesem Zeitpunkt waren bereits mehrere Schichtmeister auf dem Bergwerk tätig gewesen. Nach 1783 wurde das Bergwerk außer Betrieb genommen. Im Januar des Jahres 1798 wurde das Bergwerk wieder in Betrieb genommen. Der Abbau erfolgte im Bereich um den Schacht Samuel. Am 25. Februar des Jahres 1799 wurde die Zeche Stephansbank stillgelegt. Am 5. Mai des Jahres 1801 erfolgte eine bergbehördliche Abgrenzung gegenüber dem Siebenplaneten-Erbstolln. Grund für diese Maßnahme waren die älteren Nutzungsrechte der Zeche Siebenplaneten Erbstolln. Im August des Jahres 1832 wurde die Zeche Stephansbank zur Zeche Vereinigte Wallfisch zugeschlagen.